# Toussaint-Guillaume Picquet de la Motte

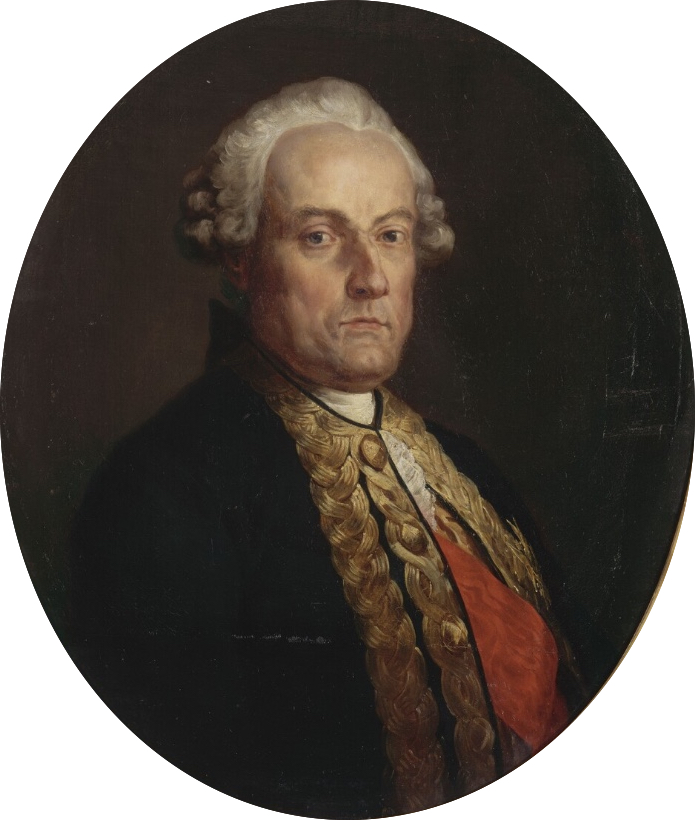
Toussaint-Guillaume Picquet de la Motte

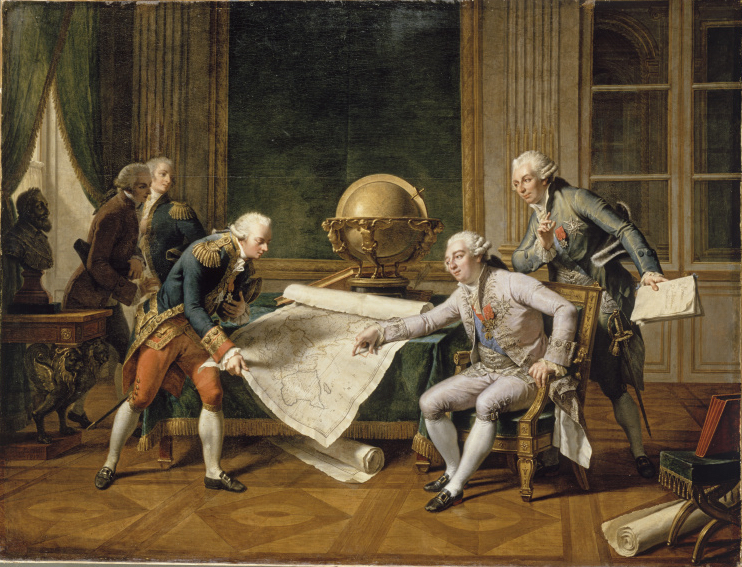
Picquet de la Motte und Ludwig XVI.

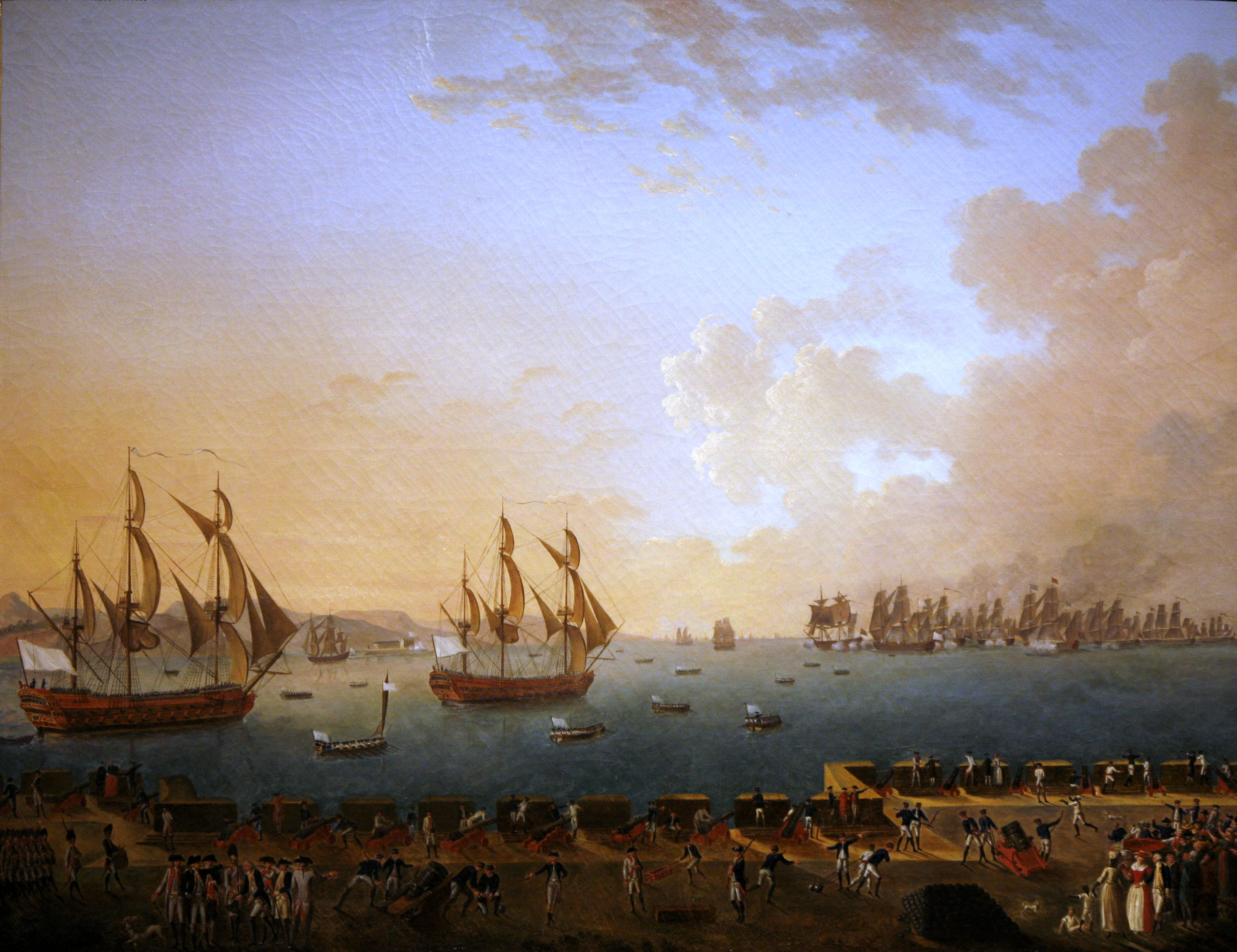
Das Seegefecht vor Martinique 1779

Toussaint-Guillaume Picquet, Comte de la Motte (genannt La Motte Picquet; * 1. November 1720 in Rennes; † 10. Juni 1791 in Brest) war ein französischer Marineoffizier, zuletzt im Range eines Lieutenant-général.

## Laufbahn
La Motte Picquet trat mit 15 Jahren in die französische Marine ein und diente vor Marokko, in der Ostsee, in der Karibik und in Indien. 1762 wurde er zum capitaine de vaisseau befördert und zum Kommandanten der Diadème und danach der La Malicieuse ernannt, mit der er 1764 gegen die Korsaren von Salé kämpfte. 1772 übernahm er die Cerf Volant. 1775 wurde er nach Paris beordert, um dem Marinestaatssekretär Antoine de Sartine bei der Reorganisation der Marine zu assistieren. Danach befehligte er zunächst die Solitaire und dann die Robuste. Am 27. Juli 1778 nahm er auf dem Linienschiff Saint-Esprit (80 Kanonen) an den beiden Seegefechten bei Ouessant gegen die Royal Navy teil und patrouillierte danach vor der britischen Küste, wo er innerhalb eines Monats 13 Schiffe aufbrachte.
Während des Amerikanischen Unabhängigkeitskrieges zeichnete er sich mit der Annibal (74 Kanonen) unter Admiral Charles Henri d’Estaing im Juni 1779 bei Martinique sowie am 6. Juli 1779 in der Seeschlacht von Grenada aus, wie auch bei dem vergeblichen amerikanisch-französischen Versuch, von September bis Oktober 1779 die von den Briten besetzte Stadt Savannah im amerikanischen Bundesstaat Georgia zurückzuerobern.
Am 18. Dezember 1779 griff La Motte Picquet  vor Fort Royal (Martinique) mit nur drei Schiffen ein britisches Geschwader von 13 Schiffen unter dem Befehl von Admiral Hyde Parker an, das einen französischen Konvoi zu stoppen versuchte. Sein erfolgreiches Handeln in dieser als Seeschlacht von Martinique bekannten Aktion beeindruckte Hyde Parker so sehr, dass dieser ein Glückwunschschreiben an Picquet de la Motte sandte, in dem er schrieb:
The conduct of your Excellency in the affair of the 18th of this month fully justifies the reputation which you enjoy among us, and I assure you that I could not witness without envy the skill you showed on that occasion. Our enmity is transient, depending upon our masters; but your merit has stamped upon my heart the greatest admiration for yourself.
Am 1. Mai 1781 befehligte La Motte Picquet drei Fregatten und sechs kleinere Schiffe und fing mit diesen ein Geschwader des britischen Admirals George Rodney ab, das sich auf dem Weg zu der Insel Sint Eustatius befand. 29 britische Schiffe wurden erbeutet. Picquet de la Motte wurde daraufhin zum 23. Mai 1781 zum Lieutenant-général (Vizeadmiral) ernannt.
Am 20. Oktober 1782 befehligte er auf der Invincible (110 Kanonen) die elf französischen Linienschiffe in der Seeschlacht am Kap Spartel, am Eingang zur Straße von Gibraltar. In dieser Schlacht gelang es einer britischen Flotte unter Admiral Richard Howe, die unter dem Oberbefehl des spanischen Admirals Luis de Córdova stehende spanisch-französische Flotte zur Beendigung der Blockade von Gibraltar zu zwingen.
La Motte Picquet starb nach 52 Jahren Marinedienst und sechs Verwundungen im Jahre 1791.

## Ehrungen
Die französische Marine benannte in der Folge vier Schiffe nach ihm, darunter den Aviso Lamotte-Picquet, den Leichten Kreuzer La Motte-Picquet und die Fregatte La Motte-Picquet. In Paris sind eine Straße und eine Metrostation nach ihm benannt.